# أنطونيو ثوثايا
أنطونيو ثوثايا ‏ (3 يونيو 1859 في مدريد - 9 فبراير 1943 في مدينة مكسيكو) صحفي، وكاتب، ومترجم، وروائي من إسبانيا.